# Guy Bandu Ndungidi
Guy Bandu Ndungidi, né le 15 décembre 1974 à Kinshasa, est une personnalité politique, homme d’affaires de la République démocratique du Congo, médecin en urgence cardiovasculaires et initiateur et gérant de la clinique SOS Médecins de Nuit, élu gouverneur de la province du Kongo-Central.

## Biographie

### Jeunesse et étude
Guy Bandu est originaire de l’ex-district des Cataractes du territoire de Songololo, plus précisément, du village Vunda. Il est fils de Étienne Bandu Ndoma et de Francisca Ponte Nkasila. Il fait ses études au collège Boboto à Kinshasa où il obtient son diplôme d’état en biologie chimie, puis à l’université Kongo ex UNIBAZ au Kongo-Central où il obtient son diplôme de médecine en cardiologie.

### Parcours
En 2002, il exerce au centre médical de Kinshasa en tant que médecin jusqu'en 2004. À partir de cette même année, il travaille au sein des Nations unies comme officier médical à Kinshasa, poste qu’il occupera pendant dix-sept ans.
En 2009, avec ses deux amis médecins, ils vont co-fonder par son initiative la clinique SOS Médecins de Nuit, un réseau de professionnels médicaux spécialisés dans la médecine pré hospitalière et hospitalière en RDC.
Le 9 mai 2022, il devient gouverneur de la province du Kongo-Central. Il succède à ce poste à Atou Matoubuana, destitué par l’assemble provinciale du Kongo-Central à la suite d'une motion de défiance pour une mauvaise gestion financière.

### Vie privée
Guy Bandu Ngungidi est marié, père de trois enfants.